# La Costera (Mallorca)
|  | Aquest article tracta sobre la zona del litoral mallorquí. Vegeu-ne altres significats a «Costera». |

La Costera o sa Costera és una ampla zona de la part sud del litoral del municipi d'Escorca, a Mallorca, limitada per la Punta de Cala Roja al sud-oest i pel Morro del forat al nord-est. Rep el nom de la possessió homònima situada entre el Coll de Biniamar i la Taleca, al peu de la torre de Na Seca.
És un paratge que destaca per la seva gran bellesa i per l'excursió que la voreja, que és una de les més clàssiques de l'illa.
A la part central és troba la font des Verger, la més cabalosa de l'illa, que desaigua prop de la mar. També hi ha unes construccions que antany serviren per aprofitar la seva energia per produir electricitat, que era portada a la Vall de Sóller. Actualment l'aigua és conduïda per una canalització submarina fins a la Vall de Sóller i des d'aquí per una conducció subterrània fins a la badia de Palma.

## L'excursió
L'excursió es pot començar a Sóller o Fornalutx, encara que el més habitual és iniciar el recorregut en el Mirador de les Barques. Passa per les possessions de Bàlitx d'Amunt, Bàlitx d'Enmig, Bàlitx d'Avall i després del Coll de Biniamar entra a sa Costera, i sempre amb la mar a la vista, arriba a Cala Tuent. Parteix del municipi de Sóller i travessant el de Fornalutx, va a parar al d'Escorca.
L'excursió permet admirar muntanyes com el Puig de la Comuna, el Puig de Bàlitx, Na Seca i la Muntanya de Moncaire.